# I-RAM
i-RAMはGIGABYTEが製造していたRAMディスク装置の一種。2005年に発売し、現在は販売中止している。
後に発売された同様コンセプトのi-RAM BOXもある。
また、本項目では類似製品についても扱っている。

## 概要
i-RAMは汎用のDDR SDRAMをシリアルATA接続のハードディスクドライブであるかのようにハードウェアエミュレーションする装置である。ハードウェア方式のRAMディスクである。
発売当時の2005年秋としては比較的安価に（高速アクセスが可能で読み書き回数に制限が無い）RAMディスク装置を手に入れられるとして注目を集め、日本では在庫が払底する店舗が続出するなどかなりの人気であった。
その後、5インチベイ搭載用のi-RAM BOXが2007年末に登場した。日本では並行輸入品が2008年3月に発売された。

## 特徴
- HDDと異なりデータアクセスにヘッドのシークが必要ないためデータアクセスのレイテンシが極めて低い（0.1ms程度）。特にランダムアクセスが高速である。
- HDDと比較して機械的な振動や衝撃に強い。また実質的に無音動作する。
- RAMディスクソフトウェアと異なり、OSのインストール・ブートが可能。
- 専用のハードウエアを導入し、別途メモリ基板を装着する必要がある。そのため導入の度に費用が必要。
- 一般的なSSDと異なり、電源供給が長時間途絶えた場合にはデータが消失する（対策として別ディスクへのバックアップユーティリティソフトウェアが提供されている）。
- 一般的なSSDと異なり、実質的に書き込み寿命が無い。そのため書き込み・書き出しを頻繁に行う場合でも寿命を気にすることなく使用可能。
- 容量あたりの単価が比較的高価。最大容量は4GBしかない。
- RAID接続を行うことにより、高速化・信頼性向上が可能

このような特性があるため、一時データ（テンポラリデータ）・キャッシュデータ・Webサーバ用コンテンツデータ・仮想メモリ用として威力を発揮する。

## 構造
i-RAMにはDIMMスロット・制御部・電源部・筐体などの部位がある。
DIMMスロット
DDR1メモリ用184pinスロットが4本。レジスタードやECCメモリには対応しない。1枚あたり2GBのメモリまで認識するが、2GB以上の184ピンDDR1メモリはほとんどがECC・レジスタードのものしか出まわっていないため、実質的な最大容量は1GBのものを4枚搭載した4GBということになる。少なくとも実際にレジスタードでない2GBのDDRメモリが登場したのはi-RAM発売よりも後であり、マニュアル等の公式資料でもi-RAMの最大容量は4GBと記載されていることが多い。
DIMM装着時のi-RAMの厚さはPCIスロットの間隔を若干超えるため、隣接するスロットは原則として使用できない。狭いスペースに強引に設置した場合はDIMMスロットの接触不良を起こしやすく、正常に読み書きできないことがある。
4基のDIMMソケットは傾いて並んでいるためDIMM同士の間隔も狭くなるが、熱対策は基本的にユーザーに任せられている。特にDIMM裏面のすぐ近くに隣のDIMMソケットの土台が位置し、DIMM裏面には空間的余裕がない。そのためDIMMに厚いヒートスプレッダが装着されていたり、メモリチップが2段重ねになっているような厚いDIMMの場合は最上段のソケットにしか差すことができない。
異なる容量のDIMMの混在は自由で、4つのDIMMソケットにどのような順番で差しても認識する。しかしソケットが傾いて並ぶ物理的な関係上、一番上のソケットから順に差していくことが推奨されている。また異なる速度のDIMMの混在も可能だが、こちらはサポート外とされている。
制御部
I/Oおよび制御・エミュレーションを担う。チップセットにはザイリンクスのXC3S1000を使用。データはJMicron JM20330を介してシリアルATA1.0信号に変換され、マザーボードとの入出力はシリアルATA端子を介して行う。このためデータ転送速度はシリアルATA1.0規格に制限を受け、150MB/s以下となる。しかしi-RAMはRAID動作に正式対応しており、i-RAMを2枚利用することで約2倍の速度で動作する可能性がある。ただしi-RAMはS.M.A.R.Tなどの多くのHDDが持つ機能をほとんど持っていないため、対応するRAID環境は限られる。
またシリアルATAコネクタを接続するインターフェースによってはPCI帯域の制限を受ける場合がある。例えば32ビット33MHzのPCIバスに接続したシリアルATAインターフェースの場合はPCIバスそのものの転送速度133MB/sのほうが低速であり、PCIチップセットの能力によってはストライピング動作させても約133MB/sを超えることはできない。実際、i-RAMではIntel ICH6/7シリーズなどの高速なサウスブリッジを搭載したPCシステムがサポート対象となっており、PCI Express接続やオンボードSATAのような高速なシリアルATAインターフェースに向いている。
電源部
PCIスロットからDIMMスロットおよび制御部に電源の供給を行う。PCの電源オフ時でもPCIバスの3.3Vのスタンバイ信号からi-RAMに電源を供給し、本来揮発性であるDRAMのリフレッシュを行ってデータを保持する。そのため電源オフ時でもPCのACコンセントを抜くような行為は推奨されていない。またPCIバスにスタンバイ電源の供給されるPCI 2.2以上のPCIバスが要求される。データ保持にこだわらないか内部バッテリを活用する場合はPCI 2.1以前でも動作する可能性はあるが、保証外となる。
さらにリチウムイオン電池をバックアップ電源として持ち、停電時などでも十数時間のデータ保持を行う。しかしそのため、仕様上はバッテリがじゅうぶん充電された後でないと使用できないことになっている。例えばバッテリが劣化するとそちらに電力が奪われ、特にメモリを大量に載せた場合に動作が怪しくなる。なお問題のバッテリを外した状態でも動作する可能性はあるが禁止されており、保証外となる。
筐体部
実質的にPCIカードであり、PCB基板上に上記の構成を実装している。PCIスロットに装着する。全長22cm程度とPCIカードとしてはかなり長い。PCIスロットの信号線のうちPCIクロックやスロット固有信号等は一切使われていないため、CPUから見ればPCIは空きに見える。すなわちPCIバスはほぼ電源の供給のみに利用されるが、一部に電源/GND以外の信号線も使用されている。そのためPCIバスに装着しないで単純に外部から電源を供給しただけでは必ずしもうまく動作しない。該当信号線に給電することで動作させても電源オフ時にうまくスタンバイ電源や内部バッテリに切り替わらない可能性が生じ、その場合は電源オフ時にデータ化けやデータ喪失が起こる。しかしサポート外ながらPCI→PCI express変換アダプタを介すなどして外付け動作させた報告も知られる。
i-RAM BOXについてはもともと5インチベイ用光学ディスクドライブ状の形をしている。電源コネクタを介してマザーボードおよびATX電源装置から給電する。ATX電源から直接5Vのスタンバイ電源を取るようになったため、PCI版にあったPCIバスのバージョン制限は受けなくなった。基本的に5インチベイに装着するが、さまざまな利用法が考えられる。

## バリエーション

### i-RAM
PCIバス用。
REV：1.1以前
初期の製品。
REV：1.2
基板上にバッテリ残量を示すLED（ボタンを押している間のみ点灯）が追加された。またスタンバイ電源の給電の有無を示すLEDが追加された。
REV：1.3
3.3V専用のPCIスロットにも差し込めるようにPCIカードエッジに切れ込みが追加された程度で、基板レイアウトはREV1.2とほぼ同様。

### i-RAM BOX
5インチベイ用。2007年末発売。
日本の正規代理店では取り扱われなかったため、日本では当初はeBayなどからの個人輸入しか入手方法がなかった。
その後、並行輸入品が2008年3月から一部店舗で販売された。

### DDR2を用いる試作品
COMPUTEX TAIPEI 2006で、DDR2 SDRAMを使用・最大容量8GBとしたGC-RAMDISK（実質的なi-RAM BOX）試作品が展示された。しかし、2009年1月現在、GIGABYTEからこのような製品は市販に至っていない。

## 同コンセプトの他社製品
Cバス時代のRAMディスク
1980年代後半から90年代はじめにかけて、日本ではPC-9800シリーズの拡張スロット（Cバス）に増設するバンク切り換え式メモリを用いたRAMディスクが広く用いられていたが、その中にはACアダプタやバッテリを搭載してデータを保持する製品や、専用のBIOSを実装して起動ディスクとして使用できる製品もいくつか存在した。これらはHDDそのものが普及する以前のHDDの代替品という意味合いの強いものであったが、HDDよりも高速に動作した。その後はHDDが普及するとWindowsの普及とともにマザーボードの専用ソケットに直接増設する揮発性のプロテクトメモリがPC用メモリの主流になり、RAMディスクより少ないメモリでディスクパフォーマンスの得られるディスクキャッシュが主に使われるようになっていった。
ヤノ電器YR833
i-RAM発売以前には、1998年3月にヤノ電器が発売した8つのDIMMスロット（256MB×8=2GBまで）を持つPCI接続のRAMディスクボードYR833があった（現在は生産停止）。Windows NT 4.0と一部のPower Macintosh・Power Macのみに対応しており、DRAMも高価だったことから一般のPC市場での馴染みは薄かった。
玄人志向の試作品
その後Windowsがバージョンとともに大容量化して重くなっていったことと、それに伴ってメモリを買い換えて古いメモリを余らせる機会が多くなったことで、昔を知るユーザーの中からは余ったメモリモジュールを流用してHDD代替とするRAMディスク製品の要望が高まっていった。そのようなユーザーの要望を求めるBBSを開設していた玄人志向からは、2002年のイベントでIDE接続で168ピンDIMMを用いるi-RAMと同コンセプトのPCI接続のRAMディスク製品を開発している旨が発表された。その後i-RAM BOXのような5インチベイ型の製品も試作されたが、製品化はされなかった。2009年現在、玄人志向は後述のANS-9010/9010B相当品であるKRSD-9010/D8およびKRSD-9010B/D6をOEM販売している。
ACARD ANS-9010シリーズ
ACARD Technologyは2008年にi-RAM BOXと同様コンセプトの製品であるANS-9010シリーズを発売した。使用するメモリはDDR2。ANS-9010は8スロット、最大32GBに対応。S-ATAコネクタを2端子持ち、RAIDでの速度向上を図りやすい。ANS-9010BAはS-ATAコネクタが1端子に削減されている。ANS-9010BはANS-9010Bからスロット数が6本、最大24GBに削減されている。ECCエミュレーション機能を搭載・コンパクトフラッシュを接続することでオンラインバックアップが可能などがi-RAM BOXとの相違点である。
AR'S Discar's（ディスカーズ）
一時期、前述の玄人志向の試作品と同様にSDRAM6本を用いる5インチベイ内蔵型RAMDISK製品の販売予定がアーズ(AR'S)株式会社からもアナウンスされていた。
Cenatek Rocket Drive シリーズ
CenatekのRocket Driveシリーズは現在はCFやSSDの製品が主流だが、PCI接続でDIMMを用いる製品もあった。
来栖川 大容量SDRAM DIMM シリコンディスクボード
来栖川電工の製品にも「大容量SDRAM DIMM シリコンディスクボード」というラインナップがある。
各社シリコンディスクビルダー
コンパクトフラッシュやSDメモリなどを用いてSSD相当のドライブを構築する、いわゆるシリコンディスクビルダーもi-RAMと近い時期に登場しており、「CF版i-RAM」などと呼ばれることがあった。これらフラッシュメモリは不揮発性であることからデータ保持のために通電し続ける必要が無い反面、動作速度はDRAMに劣る。HDDと比較しても（シークは速いが）全体としては必ずしも高速ではない。そのためハードウエアRAIDによるストライピングが標準構成になっていることが多い。またi-RAMに比べて一般に小型であり、3.5インチHDDやノート用の2.5インチHDDサイズに収まるものが多い。
一方、RAID機能を搭載しないで速度を犠牲にし、主に静音を目的としたメモリカード1枚用もしくはマスター/スレーブで2枚用という安価な変換アダプタもこの頃から広く出まわるようになった。

## 関連リンク
- “GC-RAMDISK i-RAM GIGABYTE情報”.   リンクスインターナショナル（正規代理店） (2005年12月12日). 2009年9月28日閲覧。
- “GIGA-BYTE TECHNOLOGY ストレージ製品” (英語).   GIGABYTE. 2009年9月28日閲覧。
- “i-RAM (GC-RAMDISK) ユーザーズマニュアル” (PDF).   GIGA-BYTE TECHNOLOGY CO., LTD. 2009年9月28日閲覧。